# Port Alfred
Port Alfred – miasto, zamieszkane przez 9747 ludzi (2011), w Republice Południowej Afryki, w Prowincji Przylądkowej Wschodniej.
Port Alfred jest położone nad brzegiem Oceanu Indyjskiego, u ujścia rzeki Kowie, w połowie drogi pomiędzy Port Elizabeth i East London.
W mieście znajdują się liczne hotele oraz nabrzeże. Mieszkańcy miasta utrzymują się w znacznej mierze z obsługi rychu turystycznego.
Miasto założone zostało w latach 80. XIX wieku przez Brytyjczyków, początkowo jego nazwa brzmiała Port Kowie.